# 下皮格姆湖
62°35′40″N 34°35′12″E / 62.59444°N 34.58667°E
下皮格姆湖（俄语：Нижнее Пигмозеро），是俄羅斯的湖泊，位於該國西北部，由卡累利阿共和國負責管轄，長8公里、寬2.7公里，面積13.96平方公里，海拔高度52.1米，集水區面積154平方公里，湖岸線長度25.6公里，平均水深4.9米，最大水深13米。